# Amaury Paquet
Amaury Paquet (23 mei 1991) is een Belgische atleet, hij won de 20 km door Brussel drie keer op een rij vanaf 2021.

## Persoonlijke records
| Afstand        | Tijd     | Datum            | Plaats   |
| -------------- | -------- | ---------------- | -------- |
| 5000 m         | 13.56,79 | 1 juli 2023      | Lier     |
| 10 km          | 28.41    | 12 februari 2023 | Schoorl  |
| 15 km          | 44.28    | 17 november 2024 | Nijmegen |
| halve marathon | 1:02.19  | 24 oktober 2021  | Valencia |
| marathon       | 2:08.44  | 3 december 2023  | Valencia |

## Palmares

### 10 km
- 2023: 5e Groet Uit Schoorl - 28.41

### 20 km
- 2021:  20 km door Brussel - 59.31
- 2022:  20 km door Brussel - 1:00.01
- 2023:  20 km door Brussel - 1:00.15
- 2025:  20 km door Brussel - 1:00.03

### Halve marathon
- 2021: 23e halve marathon van Valencia - 1:02.19
- 2022:  halve marathon van Kreta - 1:12.00
- 2023: 8e halve marathon van Sevilla - 1:02.42
- 2023: 7e halve marathon van Zwolle - 1:04.21
- 2023: 7e Singelloop Breda - 1:03.40
- 2024: 9e Venloop - 1:04.25

### Marathon
- 2021: 18e marathon van Barcelona - 2:13.54
- 2022:  Gold Coast Marathon - 2:15.45
- 2023:  marathon van Namen - 2:25.41
- 2023: 35e marathon van Valencia - 2:08.44